# Toyland (film)
Pour les articles homonymes, voir Toyland.
Toyland (titre original: Spielzeugland) est un court-métrage allemand réalisé par Jochen Alexander Freydank (de) et sorti en 2007. 
Il a remporté l'Oscar du meilleur court métrage en prises de vues réelles lors de la 81e cérémonie des Oscars.

## Fiche technique
- Titre original: Spielzeugland
- Réalisation : Jochen Alexander Freydank
- Scénario : Johann A. Bunners, Jochen Alexander Freydank
- Durée : 14 minutes
- Date de sortie: 29 août 2007

## Distribution
- Julia Jäger : Marianne Meißner
- Cedric Eich : Heinrich Meißner
- Tamay Bulut Öztavan : David Silberstein
- Torsten Michaelis : M. Silberstein
- Claudia Hübschmann : Mme Silberstein
- David C. Bunners :SS-Obersturmführer
- Gregor Weber : officier SS
- Jürgen Trott : Policier
- Klaus-Jürgen Steinmann : Blockwartt
- Heike W. Reichenwallner : voisin
- Matthias Paul :officier de la Gestapo

## Distinctions et récompenses
- Oscar du meilleur court métrage en prises de vues réelles lors de la 81e cérémonie des Oscars.
- Remporte une mention honorable au New Jersey International Festival en 2009
- Meilleur court métrage au Festival du film de Phoenix en 2009